# Retrato de una dama (miniatura)

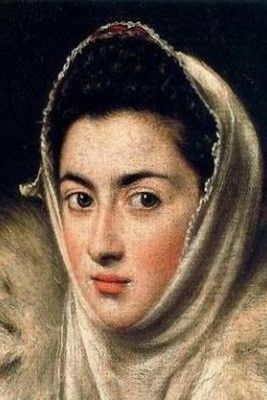
Detalle de La dama de armiño

El Retrato de una dama es una miniatura atribuida al Greco, datable ca.1577-1579. Aunque su atribución es discutida por algunos autores, es una de las pocas obras en este formato generalmente incluidas en las obras pictóricas del artista, y conforma el número X-204 en el catálogo razonado realizado por el historiador del arte Harold Wethey, especializado en El Greco.

## Análisis de la obra
No está firmado; miniatura pintada al óleo sobre papel; ca.1577-1579; 58 x 43 mm; colección privada.
Tanto el hecho de ser una miniatura, como el soporte en papel son inusuales dentro de la obra del Greco. Sin embargo, Sánchez Cantón la identifica como doña Jerónima de las Cuevas, la madre de Jorge Manuel Theotocópuli, y la posible esposa del Greco. Camón Aznar apoya la autenticidad de esta obra. Gudiol destaca el notable parecido con el rostro de La dama de armiño. Según otros historiadores, esta miniatura es obra de la pintora italiana Sofonisba Anguissola (Dama con toca, ca.1591).